# (28963) Tamyiu
(28963) Tamyiu est un astéroïde de la ceinture principale.

## Description
(28963) Tamyiu est un astéroïde de la ceinture principale. Il fut découvert le 29 mars 2001 à l'Observatoire Desert Beaver par William Kwong Yu Yeung. Il présente une orbite caractérisée par un demi-grand axe de 2,38 UA, une excentricité de 0,16 et une inclinaison de 2,3° par rapport à l'écliptique.